# آمیزش جنسی میزراهی

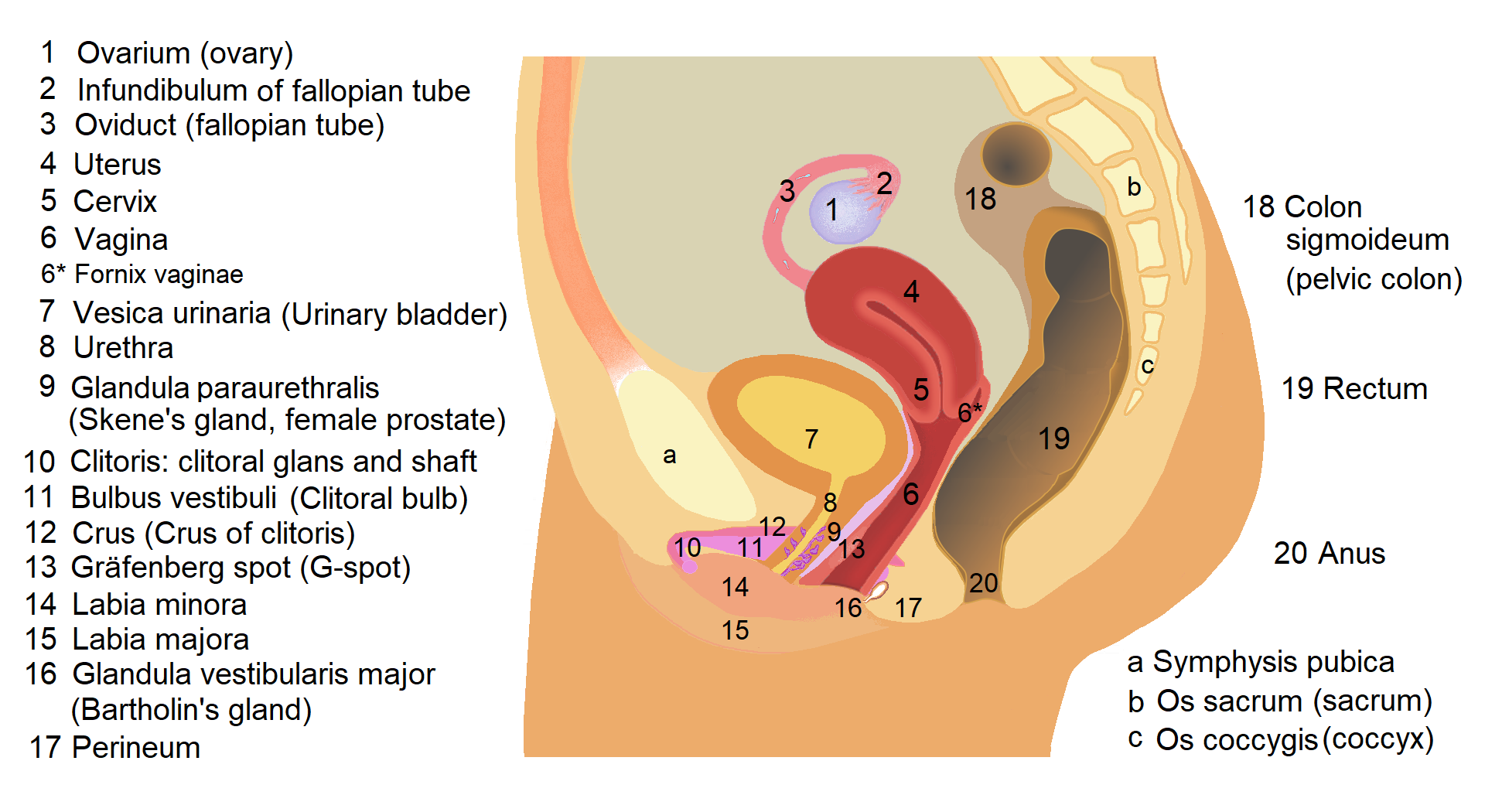

آمیزش جنسی میزراهی به معنی دخول جنسی به پیشاب‌راه زن توسط کیر، کیر مصنوعی یا انگشت است. این گونه از آمیزش جنسی با سوندگذاری میزراهی متفاوت است؛ چراکه در سوندگذاری میزراهی، فرد با قرار دادن یک ابزار پزشکی ویژه درون پیشاب‌راه خود، اقدام به گونه‌ای کام‌گیری جنسی می‌کند یا فتیش خود را از این راه ارضاع می‌کند.
دخول به میزراه بدون آموزش قبلی، خطر قابل توجهی را به دنبال دارد که ممکن است نیاز به مراقبت‌های پزشکی بعدی پیش بیاید. موارد مستندی از آمیزش میزراهی میان زوج‌های همجنسگرا رخ داده‌است. در یکی از پژوهش‌های پزشکی جهانی موجود به سال ۱۹۶۵ گزارش سیزده مورد جداگانه از این گونه رابطه جنسی به ثبت رسیده‌است. تا سال ۲۰۱۴، ۲۶ مورد در پژوهش‌های پزشکی ثبت شده‌است که بسیاری از آنها در افراد مبتلا به آژنزی مولریان که ناآگاهانه درگیر رابطه جنسی میزراهی بودند، یافت شده‌است. با این حال، گزارش شده که کشش مورد نیاز مجرای ادراری برای انجام این شکل از رابطه، منجر به از بین رفتن کامل و دائمی کنترل اسفنکتر میزراهی یا بی‌اختیاری ادرار شده‌است. به‌علاوه چنین رابطه ای خطر بسیار بالایی از جهت عفونت‌های ادراری برای شریک پذیرنده ایجاد می‌کند. همچنین این گونه آمیزش می‌تواند منجر به گشاد شدن دائمی مجرای ادرار و بی‌اختیاری در حین مقاربت نیز شود. برخی علائم آمیزش میزراهی ناخواسته شامل ناباروری، درد آمیزش و بی‌اختیاری است. عواقب جدی تر شامل برداشتن لوله گوارشی (Dissembowlment) و پارگی مثانه (Bladder rupture) می‌شود.